# Hòn Hải
Hòn Hải, còn gọi là hòn Khám, hay tên gọi khác là hòn Hài, do hình dáng giống chiếc hài, là một đảo đá nhỏ xa bờ thuộc quyền quản lý của đặc khu Phú Quý, tỉnh Lâm Đồng. Đây là vị trí Điểm A6 của Đường cơ sở trên biển của Việt Nam. Hòn Hải là điểm xa nhất của đường viền nội thủy của Việt Nam ở vùng nam Biển Đông. Đảo và toàn bộ quần đảo Phú Quý cũng là vị trí chiến lược về mặt quốc phòng của Việt Nam.
Trên hải đồ quốc tế là Poulo Sapate (Sapata, Sepate). Hòn Hải và hai đảo nhỏ lân cận là Hòn Đồ Lớn (Great Catwick) và Hòn Đồ Nhỏ (Little Catwick) tạo thành cụm đảo Catwicks trong các bản đồ hàng hải phương Tây.

## Mô tả
Hòn Hải cách đảo Phú Quý 60 km về phía đông nam, cách Hòn Đồ Lớn 21 km về phía đông. Hòn Hải dài khoảng 130 m, bề ngang chỗ rộng nhất khoảng 60 m, điểm cao nhất là 113 m so với mực nước biển. Đảo hình thành từ dung nham phun trào của núi lửa hàng triệu năm trước, có địa mạo dốc thẳng đứng cả bốn mặt, phần chân đảo phía tây có một vị trí bằng phẳng rộng khoảng 16 m.
Trên đảo không cây cối, không nước ngọt, chỉ có một lớp cỏ phủ xanh bề mặt. Đảo là nơi các loài chim biển trú ngụ và sinh sản, như nhạn, hải âu, bồ nông, mòng biển,...chim tập trung nhiều nhất vào tháng 7. Cách chân đảo 15 m, biển đạt độ sâu 40 m và sâu dần khi ra xa.

## Lịch sử
Năm 1999, Bộ Quốc phòng giao Bộ Tư lệnh công binh khảo sát và xây dựng hạ tầng trên đảo Hòn Hải. Việc xây dựng được thực thi bởi Đoàn công tác của công binh, Đoàn đo đạc biên vẽ hải đồ và nghiên cứu biển thuộc Quân chủng Hải quân.
Tháng 3 năm 2002, các công trình cơ sở hạ tầng trên đảo được bắt đầu xây dựng. Cuối năm 2004, trạm hải đăng Hòn Hải xây xong và được chuyển giao cho Công ty bảo đảm Hàng hải khu vực III, nay là Tổng công ty bảo đảm an toàn Hàng hải Nam Trung Bộ thuộc Bộ Giao thông Vận tải quản lý và vận hành. Tháng 5 năm 2005, việc xây dựng cơ sở hạ tầng trên đảo hoàn tất. Trên đảo có 2 ngôi mộ gió của 2 người lính đã thiệt mạng trong quá trình xây dựng.
Năm 2012, trạm tiếp sóng của Viettel được xây dựng, các thiết bị chạy bằng dàn pin năng lượng Mặt trời.
Vào tháng 6 năm 2017, bia đánh dấu chủ quyền Cột mốc A6 được xây dựng.

## Hải đăng Hòn Hải
Hải đăng Hòn Hải cao 10,4 m từ chân tới đỉnh, nằm trên vị trí cao nhất của đảo, 113 m so với mực nước biển. Ngọn hải đăng này có vai trò giúp tàu thuyền trong khu vực biển rộng lớn của Bình Thuận hoạt động. Nó giúp định hướng và xác định vị trí với tầm nhận diện địa lý là 26,5 hải lý vào ban ngày, và tầm chiếu sáng là 24,5 hải lý vào ban đêm.

### Sách
- Lâm Quang Hiền (2006). Địa chí Bình Thuận. Sở văn hóa thông tin Bình Thuận. OCLC 951206923.
- Nguyễn Dược (2001). Sổ tay địa danh Việt Nam. Nhà xuất bản Giáo dục. OCLC 50067050.